# 田畑理一
田畑 理一（たばた りいち、1948年 - ）は、日本の経済学者。大阪市立大学名誉教授。大阪市立大学生協理事長、大阪市立大学経済学部長、大阪経済法科大学学長、比較経済体制学会代表幹事等を歴任。

## 人物・経歴
1976年東京外国語大学外国語学部ロシア語学科卒業。1979年一橋大学大学院社会学研究科修士課程修了。1982年一橋大学大学院社会学研究科博士課程単位取得。指導教官は宮鍋幟。
1984年大阪市立大学経済学部に着任。同大学で教授などとして教鞭を執り、多くの研究者を養成した。大学院後期博士課程の修了者及び単位取得者はすべて大学教員になっている。大阪市立大学大学院経済学研究科長・経済学部長を務めたほか、大阪市立大学生協理事長を11年間務めた。2013年大阪市立大学定年退職、大阪経済法科大学教授。学長補佐兼国際学部長を経て、2016年から藤本和貴夫の後任として大阪経済法科大学学長。
専門はソビエト連邦の崩壊後の欧州連合とロシア、中東欧の経済問題などで、1990年に大阪市立大学博士（経済学）の学位を取得。また2013年からは比較経済体制学会代表幹事を務めた。

## 著作

### 著書
- 『マイコンによる経済学』（久保庭眞彰、田畑伸一郎、長谷部勇一と共著）青木書店 1983年
- 『比較経済研究 : 計画経済の理論的・実証的検討』晃洋書房 1990年
- 『ロシア経済の市場経済化に伴う国連方式の新統計方式の採用経過とその方法論の調査研究』大阪市立大学 1993年
- 『国際集客都市大阪へ : 大阪市立大学経済学部創立50周年記念企業提携講座』（佐々木信彰と監修）日経大阪PR 1999年
- 『ロシア地域経済の研究-地域間の経済格差と「再開発」の可能性』大阪市立大学 2001年

### 訳書
- V.A.ヴォルコンスキー『ロシアン・オールタナティブ : ロシア反対派の思想』（堀江典生と監訳）晃洋書房 1998年
- ドロシィ・グリーヴズ, ジェフリィ・トウィーデイル『ジェイムズ・トウィーデイル(1818-1886)ロッチデイル先駆者 : 資料紹介』（八木孝昌と共訳）大阪府生活協同組合連合会 2004年